# Sikorsky S-52
Il Sikorsky S-52, denominazione militare HO5S-1, era un elicottero leggero utility prodotto dall'azienda statunitense Sikorsky Aircraft Corporation negli anni cinquanta ed utilizzato nella sua versione militare da U.S. Navy, U.S. Marines, e U.S. Coast Guard (denominato HO5S-1G).

## Storia
I progetti realizzati da Igor Sikosrsky per l'azienda che portava il suo nome sono stati utilizzati, tranne il VS-300, dalle forze armate statunitensi, ma nessuno prima dell'S-52 era stato espressamente richiesto come dotazione con un bando. I primi abbozzi del progetto risalgono alla fine del 1945 e il modello per le prime prove a terra era già pronto nell'estate del 1946.
Il primo prototipo del S-52, al quale era stata assegnata la denominazione H-18, era caratterizzato da una fusoliera a semimonoscocca a classica configurazione "pod & boom", con cabina chiusa a due posti dotata di ampia finestratura anteriore, completata da una trave di coda al cui apice si trovava la deriva che serviva da supporto al rotore di coda bipala. Il rotore principale era un tripala di costruzione, come anche quello di coda, interamente metallica abbinato ad un motore Franklin 6V6-245-B16F (Franklin O-425-1), un 6 cilindri boxer raffreddato ad aria erogante 178 hp (133 kW), lo stesso usato dall'automobile Tucker Torpedo). Il carrello d'atterraggio era fisso, triciclo ed interamente carenato, con la ruota anteriore posizionata sotto al muso e quelle posteriori poste all'apice inferiore di due supporti collegati ai lati della fusoliera, in uno schema tipico della produzione Sikorsky. In questa configurazione volò la prima volta il 12 febbraio 1947.
L'S-52, primo elicottero statunitense a dotarsi di rotore a pale di costruzione interamente metallica, si rivelò subito un modello riuscito riuscendo a conquistare nel 1948 diversi primati di altitudine e velocità, tra cui quelli internazionali di 129,6 mph (204,2 km/h) su 2 mi (3 km) lineari, 122,75 mph (197,54 km/h) in un circuito di 1 000 yd (1 km), e l'altitudine di 21,220 ft (6 468 m). Il S-52 è ritenuto a grande maggioranza il primo elicottero che sia riuscito ad effettuare un looping nel 1949 ai comandi di Harold E. Thompson.
Questi successi convinsero l'U.S. Army ad ordinare 4 esemplari chiedendo però che fossero leggermente modificati. Ai modelli così modificati venne assegnata la nuova denominazione S-52-2.

### Sviluppo
L'S-52-2, denominazione militare YH-18A,  era una versione caratterizzata da una cabina a quattro posti e motorizzato dall'evoluzione del 6 cilindri in linea originale, che ora assunse la denominazione militare Franklin O-425-1 ed erogante 245 hp (183 kW). Si differenziava inoltre dal precedente per l'adozione di un carrello d'atterraggio a quattro ruote, con le due anteriori poste ai lati della cabina in luogo dell'unica posta sotto il muso. Anche la trave di coda venne leggermente modificata adottando una deriva più aerodinamica e pianetti orizzontali.
Venne richiesto dal U.S. Marine Corps per sostituire i loro ÍO3S.
L'S-52 venne anche utilizzato come base per il monoturbina S-59, che con la denominazione XH-39 si trovò a competere con il Bell UH-1 Iroquois e perdendo il confronto a favore di quest'ultimo. L'S-59 si differenziava, oltre per la diversa scelta di motore, per l'adozione di un nuovo rotore quadripala in luogo dell'originale a tre pale e di un carrello d'atterraggio retrattile a tre ruote.
In tutto vennero prodotti 93 esemplari tra tutte le serie, incluso le iniziali 4 unità realizzate per le prove di valutazione.

### Impiego operativo
La U.S. Navy utilizzò l'S-52 come utility mentre la U.S. Marine Corps lo impiegò per l'osservazione e l'esplorazione del territorio durante la guerra di Corea, dove l'HO3S si rivelò più popolare. Quattro esemplari di S-52 furono valutati dall'United States Army come utility, ridenominandolo H-18, ma non ne furono acquistate quantità significative.
Molti HO5S-1di provenienza militare furono ricostruiti e riconvertiti per l'uso civile, ed una volta ottenuta la certificazione reintrodotti sul mercato dalla Orlando Helicopters, che aveva anche acquistato i ricambi di magazzino dalla Sikorsky. Successivamente la Vertical Aviation Technologies, azienda con sede all'aeroporto Orlando-Sanford in Florida, offre l'"Hummingbird" helicopter un elicottero da autocostruire. Basato sul progetto Sikorsky, utilizza molte componenti dell'originale tra le altre testa rotore, pale, trasmissione, mentre presenta diversità nella linea della cabina di pilotaggio, nella coda e nell'adozione di un più moderno motore Lycoming.

## Utilizzatori
Stati Uniti
- United States Army
- United States Coast Guard
- United States Marine Corps
- United States Navy

## Esemplari attualmente esistenti
Tra gli S-52 esposti al pubblico si ricordano gli HO5S-1 del U.S. Marine Corps conservati negli Stati Uniti al National Naval Aviation Museum di Pensacola, in Florida, ed American Helicopter Museum and Education Center
di West Chester, nei dintorni di Philadelphia, Pennsylvania.